# Natalia Madaj
Natalia Madaj, née le 25 janvier 1988 à Piła, est une rameuse polonaise.

## Biographie
Natalia Madaj est sacrée rameuse de l'année 2016 avec sa compatriote Magdalena Fularczyk par la Fédération internationale des sociétés d'aviron.

## Palmarès

### Jeux olympiques
- 2016 à Rio de Janeiro (Brésil)
  -  Médaille d'or en deux de couple.
- 2012 à Londres (Royaume-Uni)
  - 8e en quatre de couple.

### Championnats du monde
- 2014 à Amsterdam, (Pays-Bas)
  -  Médaille d'argent en deux de couple
- 2013 à Chungju, (Corée du Sud)
  -  Médaille de bronze en quatre de couple

### Championnats d'Europe
- 2015 à Poznań, (Pologne)
  -  Médaille d'or en deux de couple
- 2014 à Belgrade, (Serbie)
  -  Médaille d'or en deux de couple
- 2013 à Séville, (Espagne)
  -  Médaille d'argent en deux de couple
- 2012 à Varèse, (Italie)
  -  Médaille d'argent en quatre de couple
- 2011 à Plovdiv, (Bulgarie)
  -  Médaille d'argent en quatre de couple
- 2009 à Brest, (Biélorussie)
  -  Médaille de bronze en deux de couple
- 2008 à Marathon, (Grèce)
  -  Médaille d'argent en deux de couple